# Asswiller
Asswiller (deutsch Aßweiler) ist eine französische Gemeinde mit 271 Einwohnern (Stand 1. Januar 2021) im Département Bas-Rhin in der Region Grand Est (bis 2015 Elsass). Sie liegt im Krummen Elsass am Rande des Naturparks der Nordvogesen.

## Geografie
Asswiller grenzt im Südwesten an Drulingen. Andere Nachbargemeinden sind Durstel im Nordwesten, Tieffenbach im Norden, Struth im Nordosten, Petersbach im Osten und Ottwiller im Süden.

## Geschichte
Ein hier gefundenes Flachrelief deutet auf eine Besiedelung in gallisch-römischer Zeit hin.
718 wurde der Ort als „Ascovillare“ erstmals urkundlich erwähnt. Während des Pfälzischen Krieges wurde der Ort von König Ludwig XIV. annektiert und nach dem Frieden von Ryswick wieder zurückgegeben.
Von 1871 bis zum Ende des Ersten Weltkrieges gehörte Aßweiler als Teil des Reichslandes Elsaß-Lothringen zum Deutschen Reich und war dem Kreis Zabern im Bezirk Unterelsaß zugeordnet.

### Bevölkerungsentwicklung
| Jahr      | 1910 | 1962 | 1968 | 1975 | 1982 | 1990 | 1999 | 2006 | 2017 |
| Einwohner | 352  | 223  | 238  | 225  | 218  | 215  | 230  | 264  | 276  |

## Wappen
Wappenbeschreibung: In Grün und Gold geteilt; oben ein silberner leopardierender Löwe.

## Sehenswürdigkeiten

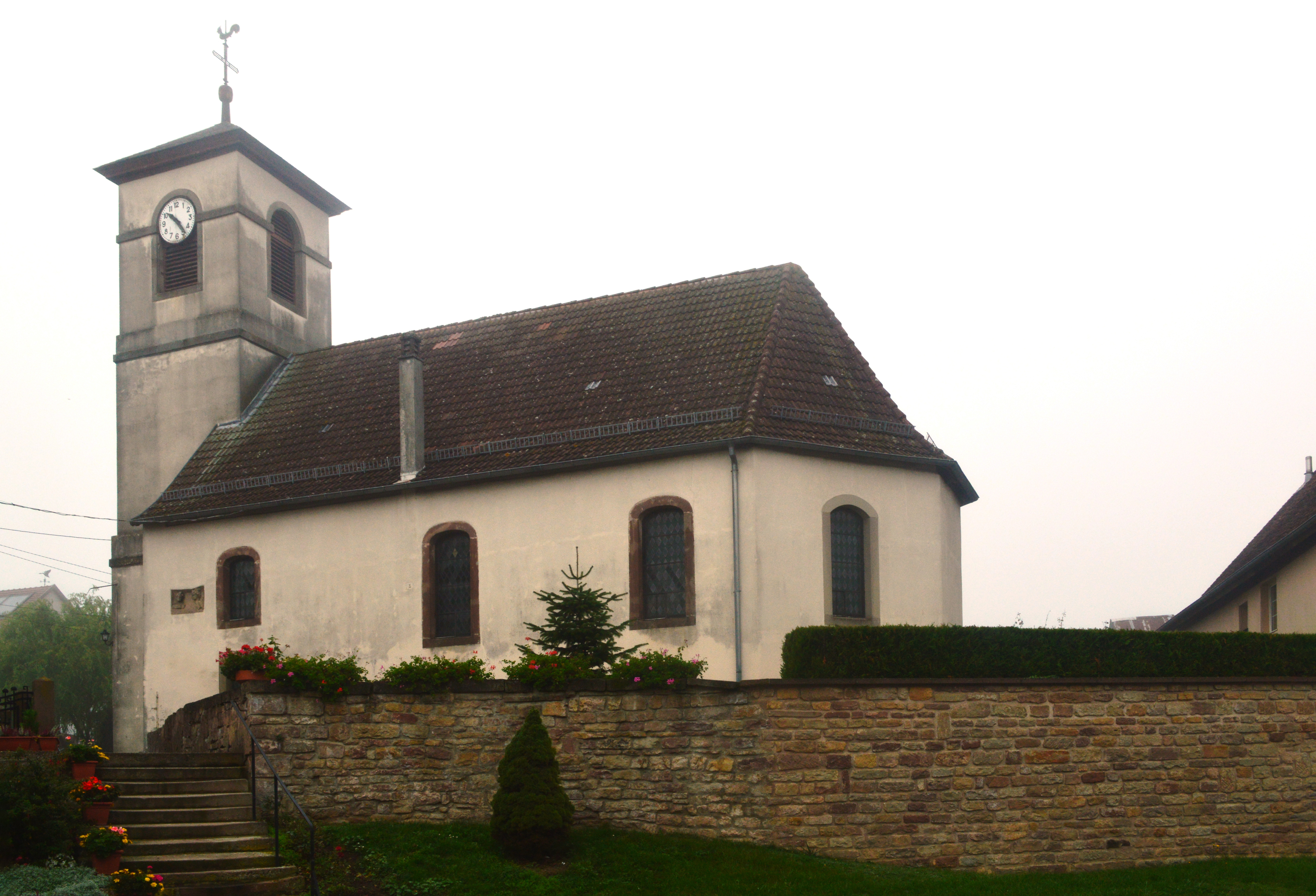
Lutherische Kirche

- Reste eines Schlosses aus dem 18. Jahrhundert
- Pfarrhaus und lutherische Kirche aus dem 18. Jahrhundert

## Persönlichkeiten
- Friedrich Ludwig Schrumpf (* 1765 in Asswiller; † 1844 in Biebrich), Architekt, herzoglich nassauischer Hofbaudirektor in Wiesbaden